# قلعه برست (فیلم)
جنگ برست (روسی: Брестская крепость) Brestskaia krepost; عنوان جشنواره: قلعه برست) یک فیلم جنگی ۲۰۱۰ روسیه و بلاروس است که دفاع ژوئن ۱۹۴۱ از قلعه برست در برابر نیروهای مهاجم ورماخت در مراحل آغازین عملیات بارباروسا، عملیات آلمان نازی دراتحاد جماهیر شوروی سوسیالیستی طی جنگ جهانی دوم را بازگو می‌کند.